# Menardi

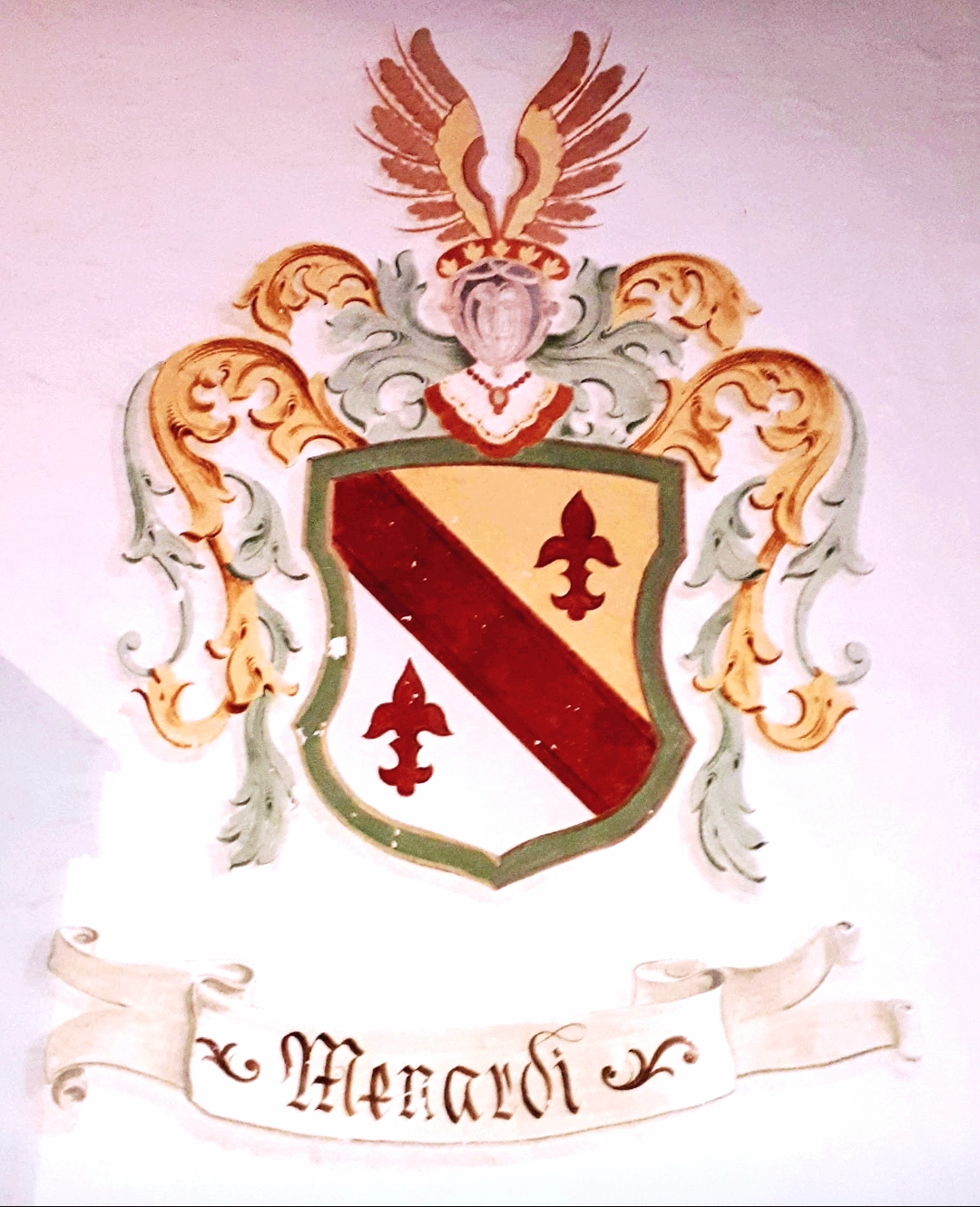
Lo stemma dei Menardi nel villaggio di Ronco d'Ampezzo

I Menardi sono un'antica famiglia regoliera originaria di Ampezzo. Negli ultimi due secoli numerosi suoi membri si sono distinti in diversi ambiti, soprattutto quello sportivo, ed oggi il cognome risulta essere quello più diffuso nel Comune di Cortina d'Ampezzo.

## Stemma
Trinciato di argento e d'oro alla banda di rosso, nel primo e nel secondo al giglio dello stesso.

## Personaggi illustri
- Severino Menardi (Cortina d'Ampezzo, 1910 - Cortina d'Ampezzo, 1978), sciatore italiano
- Dino Menardi (Cortina d'Ampezzo 1923 - Cortina d'Ampezzo, 2014) giocatore di curling e hockeista italiano
- Luigi Menardi (Cortina d'Ampezzo,1925 - Cortina d'Ampezzo, 1979) alpinista italiano
- Renzo Menardi (Cortina d'Ampezzo, 1925) bobbista italiano
- Bruno Menardi (Cortina d'Ampezzo, 1939 - Cortina d'Ampezzo, 1997) bobbista ed alpinista italiano
- Antonio Menardi (Cortina d'Ampezzo, 1959) giocatore di curling italiano
- Alberto Menardi (Cortina d'Ampezzo, ...) giocatore di curling italiano
- Ottorino Menardi (Cortina d'Ampezzo, 1963) disc jockey italiano
- Christian Menardi (Sacile, 1983) hockeista su ghiaccio italiano
- Stefania Menardi (1992) giocatrice di curling italiana